# Robin Buwalda
Robin Buwalda (Leidschendam, 17 augustus 1994) is een voormalig Nederlands voetballer die bij voorkeur als verdediger speelde. 

## Carrière

### ADO Den Haag
Buwalda stroomde vanuit de jeugd van ADO Den Haag door naar de selectie van het eerste elftal. Daarin maakte hij op 20 oktober 2013 op negentienjarige leeftijd zijn competitiedebuut, tijdens een wedstrijd thuis tegen AFC Ajax. In april 2014 tekende de verdediger een contract voor twee seizoenen bij ADO Den Haag, met daarin een optie voor nog twee seizoenen.

### VVV-Venlo
Vanwege het aantrekken van Timothy Derijck was zijn kans op speelminuten in het seizoen 2014/15 klein. Op de laatste dag van de transferwindow in 2014 werd Buwalda voor de rest van het seizoen verhuurd aan VVV-Venlo, waar hij herenigd werd met Maurice Steijn, de trainer onder wie hij in het betaald voetbal debuteerde. In het seizoen 2015/16 werd de centrale verdediger opnieuw een jaar verhuurd aan de Venlose club. Met de VVV werd hij tweede in de Eerste divisie.

### N.E.C.
Buwalda tekende op 21 juni 2016 een contract tot medio 2019 bij N.E.C., dat hem transfervrij overnam van ADO den Haag. Op 5 augustus 2016 maakte hij zijn debuut voor N.E.C. tegen PEC Zwolle. In de rust werd hij gewisseld voor Mikael Dyrestam. Op 28 mei 2017 degradeerde Buwalda met N.E.C. naar de Eerste divisie. Na het vertrek van Dario Đumić kreeg hij rugnummer 3. Mede door blessures en uitblijven van speeltijd werd hij op 2 januari 2018 voor een half seizoen verhuurd aan competitiegenoot Go Ahead Eagles.

### IFK Mariehamn
Op 21 februari 2019 ondertekende hij een contract tot eind 2020 bij IFK Mariehamn in de Finse autonome regio Åland. In 2019 verloor hij met zijn club de finale om de Suomen Cup. Buwalda groeide uit tot aanvoerder en in januari 2021 verlengde hij zijn contract met nog een jaar. Medio 2021 liep hij een hoofdblessure op en in november van dat jaar verliet hij de club.

### RKVV Westlandia
In september 2023 sloot de clubloze verdediger aan bij RKVV Westlandia.

## Carrièrestatistieken
| Seizoen                           | Club              | Competitie      | Competitie | Competitie | Beker | Beker | Overig | Overig | Totaal | Totaal |
| Seizoen                           | Club              | Competitie      | Wed.       | Dlp.       | Wed.  | Dlp.  | Wed.   | Dlp.   | Wed.   | Dlp.   |
| --------------------------------- | ----------------- | --------------- | ---------- | ---------- | ----- | ----- | ------ | ------ | ------ | ------ |
| 2011/12                           | ADO Den Haag      | Eredivisie      | 0          | 0          | 0     | 0     | —      | —      | 0      | 0      |
| 2012/13                           | ADO Den Haag      | Eredivisie      | 0          | 0          | 0     | 0     | —      | —      | 0      | 0      |
| 2013/14                           | ADO Den Haag      | Eredivisie      | 2          | 0          | 0     | 0     | —      | —      | 2      | 0      |
| 2014/15                           | → VVV Venlo       | Eerste divisie  | 25         | 0          | 3     | 0     | 4      | 0      | 32     | 0      |
| 2015/16                           | → VVV Venlo       | Eerste divisie  | 36         | 3          | 1     | 0     | 2      | 0      | 39     | 3      |
| 2016/17                           | N.E.C.            | Eredivisie      | 18         | 0          | 0     | 0     | 0      | 0      | 18     | 0      |
| 2017/18                           | N.E.C.            | Eerste divisie  | 3          | 0          | 0     | 0     | 0      | 0      | 3      | 0      |
| 2017/18                           | → Go Ahead Eagles | Eerste divisie  | 18         | 0          | 0     | 0     | —      | —      | 18     | 0      |
| 2018/19                           | N.E.C.            | Eerste divisie  | 9          | 0          | 2     | 0     | 0      | 0      | 11     | 0      |
| 2019                              | IFK Mariehamn     | Veikkausliiga   | 23         | 1          | 6     | 0     | 4      | 0      | 33     | 1      |
| 2020                              | IFK Mariehamn     | Veikkausliiga   | 11         | 0          | 4     | 0     | —      | —      | 15     | 0      |
| 2021                              | IFK Mariehamn     | Veikkausliiga   | 20         | 2          | 3     | 0     | —      | —      | 23     | 2      |
| Club totaal                       | Club totaal       | Club totaal     | 54         | 3          | 13    | 0     | 4      | 0      | 71     | 3      |
| Carrière totaal                   | Carrière totaal   | Carrière totaal | 165        | 6          | 19    | 0     | 10     | 0      | 194    | 6      |
| Bijgewerkt tot en met 2 juli 2022 |                   |                 |            |            |       |       |        |        |        |        |